# Alan David Lee
Alan David Lee (ur. 1955) – australijski aktor filmowy, telewizyjny i teatralny, znany z ról w takich serialach jak Więźniarki, Special Squad, The Cowra Breakout, Tropem zbrodni, Cena życia, Szczury wodne, Policjanci z Mt. Thomas, Córki McLeoda i H2O – wystarczy kropla.

## Wybrana filmografia

### Filmy
- 1982: Wilde's Domain jako David Wilde
- 1991: Deadly jako konstabl Barry Blaney
- 1995: Sahara jako Osmond Bates

### Seriale
- 1982: 1915 jako kapral
- 1982–1983: Więźniarki jako Tony Berman
- 1983: Patrol Boat jako Vince Walsh
- 1984: Bodyline jako Eddie Paynter
- 1984: Carson's Law jako Matthew Barnes
- 1985: The Cowra Breakout jako Stan Davidson
- 1987: Willing and Abel jako Gary Conway
- 1988: Alterations jako Robert
- 1988: A Country Practice jako John Nash
- 1988: Joe Wilson jako Jack Barnes
- 1993: G.P. jako Jack Connor
- 1996: Szczury wodne jako Jim Flemming
- 1997: Tropem zbrodni jako Robin Elbin
- 1999: Cena życia jako John Jeffries
- 1999: Szkoła złamanych serc jako oficer wojskowy
- 2000: Szczury wodne jako Tom McKelvey
- 2001: Corridors of Power jako Kevin
- 2002: Policjanci z Mt. Thomas jako Bruce Hinton
- 2003: Córki McLeoda jako Eric Cooper
- 2005: Love My Way jako Ojciec Chris
- 2006–2010: H2O – wystarczy kropla jako Donald „Don” Sertori
- 2006: Na wysokiej fali jako Ray
- 2007: Cena życia jako Christian
- 2009: The Cut jako Jimmy Bartlett